# Матч за звання чемпіона світу із шахів 2010
Матч за звання чемпіона світу з шахів був проведений у Софії з 24 квітня по 13 травня 2010 року. Чинний чемпіон Вішванатан Ананд переміг переможця матчу претендентів Веселина Топалова з рахунком 6½ — 5½ і захистив титул чемпіона світу з шахів.
|   | a | b | c | d | e | f | g | h |   |
| 8 | f7 білий кінь · g7 чорний ферзь · h7 чорний король · d6 біла тура · a5 чорний пішак · h5 чорний пішак · a4 білий пішак · c4 чорний пішак · g3 білий пішак · h3 білий король | f7 білий кінь · g7 чорний ферзь · h7 чорний король · d6 біла тура · a5 чорний пішак · h5 чорний пішак · a4 білий пішак · c4 чорний пішак · g3 білий пішак · h3 білий король | f7 білий кінь · g7 чорний ферзь · h7 чорний король · d6 біла тура · a5 чорний пішак · h5 чорний пішак · a4 білий пішак · c4 чорний пішак · g3 білий пішак · h3 білий король | f7 білий кінь · g7 чорний ферзь · h7 чорний король · d6 біла тура · a5 чорний пішак · h5 чорний пішак · a4 білий пішак · c4 чорний пішак · g3 білий пішак · h3 білий король | f7 білий кінь · g7 чорний ферзь · h7 чорний король · d6 біла тура · a5 чорний пішак · h5 чорний пішак · a4 білий пішак · c4 чорний пішак · g3 білий пішак · h3 білий король | f7 білий кінь · g7 чорний ферзь · h7 чорний король · d6 біла тура · a5 чорний пішак · h5 чорний пішак · a4 білий пішак · c4 чорний пішак · g3 білий пішак · h3 білий король | f7 білий кінь · g7 чорний ферзь · h7 чорний король · d6 біла тура · a5 чорний пішак · h5 чорний пішак · a4 білий пішак · c4 чорний пішак · g3 білий пішак · h3 білий король | f7 білий кінь · g7 чорний ферзь · h7 чорний король · d6 біла тура · a5 чорний пішак · h5 чорний пішак · a4 білий пішак · c4 чорний пішак · g3 білий пішак · h3 білий король | 8 |
| 7 | f7 білий кінь · g7 чорний ферзь · h7 чорний король · d6 біла тура · a5 чорний пішак · h5 чорний пішак · a4 білий пішак · c4 чорний пішак · g3 білий пішак · h3 білий король | f7 білий кінь · g7 чорний ферзь · h7 чорний король · d6 біла тура · a5 чорний пішак · h5 чорний пішак · a4 білий пішак · c4 чорний пішак · g3 білий пішак · h3 білий король | f7 білий кінь · g7 чорний ферзь · h7 чорний король · d6 біла тура · a5 чорний пішак · h5 чорний пішак · a4 білий пішак · c4 чорний пішак · g3 білий пішак · h3 білий король | f7 білий кінь · g7 чорний ферзь · h7 чорний король · d6 біла тура · a5 чорний пішак · h5 чорний пішак · a4 білий пішак · c4 чорний пішак · g3 білий пішак · h3 білий король | f7 білий кінь · g7 чорний ферзь · h7 чорний король · d6 біла тура · a5 чорний пішак · h5 чорний пішак · a4 білий пішак · c4 чорний пішак · g3 білий пішак · h3 білий король | f7 білий кінь · g7 чорний ферзь · h7 чорний король · d6 біла тура · a5 чорний пішак · h5 чорний пішак · a4 білий пішак · c4 чорний пішак · g3 білий пішак · h3 білий король | f7 білий кінь · g7 чорний ферзь · h7 чорний король · d6 біла тура · a5 чорний пішак · h5 чорний пішак · a4 білий пішак · c4 чорний пішак · g3 білий пішак · h3 білий король | f7 білий кінь · g7 чорний ферзь · h7 чорний король · d6 біла тура · a5 чорний пішак · h5 чорний пішак · a4 білий пішак · c4 чорний пішак · g3 білий пішак · h3 білий король | 7 |
| 6 | f7 білий кінь · g7 чорний ферзь · h7 чорний король · d6 біла тура · a5 чорний пішак · h5 чорний пішак · a4 білий пішак · c4 чорний пішак · g3 білий пішак · h3 білий король | f7 білий кінь · g7 чорний ферзь · h7 чорний король · d6 біла тура · a5 чорний пішак · h5 чорний пішак · a4 білий пішак · c4 чорний пішак · g3 білий пішак · h3 білий король | f7 білий кінь · g7 чорний ферзь · h7 чорний король · d6 біла тура · a5 чорний пішак · h5 чорний пішак · a4 білий пішак · c4 чорний пішак · g3 білий пішак · h3 білий король | f7 білий кінь · g7 чорний ферзь · h7 чорний король · d6 біла тура · a5 чорний пішак · h5 чорний пішак · a4 білий пішак · c4 чорний пішак · g3 білий пішак · h3 білий король | f7 білий кінь · g7 чорний ферзь · h7 чорний король · d6 біла тура · a5 чорний пішак · h5 чорний пішак · a4 білий пішак · c4 чорний пішак · g3 білий пішак · h3 білий король | f7 білий кінь · g7 чорний ферзь · h7 чорний король · d6 біла тура · a5 чорний пішак · h5 чорний пішак · a4 білий пішак · c4 чорний пішак · g3 білий пішак · h3 білий король | f7 білий кінь · g7 чорний ферзь · h7 чорний король · d6 біла тура · a5 чорний пішак · h5 чорний пішак · a4 білий пішак · c4 чорний пішак · g3 білий пішак · h3 білий король | f7 білий кінь · g7 чорний ферзь · h7 чорний король · d6 біла тура · a5 чорний пішак · h5 чорний пішак · a4 білий пішак · c4 чорний пішак · g3 білий пішак · h3 білий король | 6 |
| 5 | f7 білий кінь · g7 чорний ферзь · h7 чорний король · d6 біла тура · a5 чорний пішак · h5 чорний пішак · a4 білий пішак · c4 чорний пішак · g3 білий пішак · h3 білий король | f7 білий кінь · g7 чорний ферзь · h7 чорний король · d6 біла тура · a5 чорний пішак · h5 чорний пішак · a4 білий пішак · c4 чорний пішак · g3 білий пішак · h3 білий король | f7 білий кінь · g7 чорний ферзь · h7 чорний король · d6 біла тура · a5 чорний пішак · h5 чорний пішак · a4 білий пішак · c4 чорний пішак · g3 білий пішак · h3 білий король | f7 білий кінь · g7 чорний ферзь · h7 чорний король · d6 біла тура · a5 чорний пішак · h5 чорний пішак · a4 білий пішак · c4 чорний пішак · g3 білий пішак · h3 білий король | f7 білий кінь · g7 чорний ферзь · h7 чорний король · d6 біла тура · a5 чорний пішак · h5 чорний пішак · a4 білий пішак · c4 чорний пішак · g3 білий пішак · h3 білий король | f7 білий кінь · g7 чорний ферзь · h7 чорний король · d6 біла тура · a5 чорний пішак · h5 чорний пішак · a4 білий пішак · c4 чорний пішак · g3 білий пішак · h3 білий король | f7 білий кінь · g7 чорний ферзь · h7 чорний король · d6 біла тура · a5 чорний пішак · h5 чорний пішак · a4 білий пішак · c4 чорний пішак · g3 білий пішак · h3 білий король | f7 білий кінь · g7 чорний ферзь · h7 чорний король · d6 біла тура · a5 чорний пішак · h5 чорний пішак · a4 білий пішак · c4 чорний пішак · g3 білий пішак · h3 білий король | 5 |
| 4 | f7 білий кінь · g7 чорний ферзь · h7 чорний король · d6 біла тура · a5 чорний пішак · h5 чорний пішак · a4 білий пішак · c4 чорний пішак · g3 білий пішак · h3 білий король | f7 білий кінь · g7 чорний ферзь · h7 чорний король · d6 біла тура · a5 чорний пішак · h5 чорний пішак · a4 білий пішак · c4 чорний пішак · g3 білий пішак · h3 білий король | f7 білий кінь · g7 чорний ферзь · h7 чорний король · d6 біла тура · a5 чорний пішак · h5 чорний пішак · a4 білий пішак · c4 чорний пішак · g3 білий пішак · h3 білий король | f7 білий кінь · g7 чорний ферзь · h7 чорний король · d6 біла тура · a5 чорний пішак · h5 чорний пішак · a4 білий пішак · c4 чорний пішак · g3 білий пішак · h3 білий король | f7 білий кінь · g7 чорний ферзь · h7 чорний король · d6 біла тура · a5 чорний пішак · h5 чорний пішак · a4 білий пішак · c4 чорний пішак · g3 білий пішак · h3 білий король | f7 білий кінь · g7 чорний ферзь · h7 чорний король · d6 біла тура · a5 чорний пішак · h5 чорний пішак · a4 білий пішак · c4 чорний пішак · g3 білий пішак · h3 білий король | f7 білий кінь · g7 чорний ферзь · h7 чорний король · d6 біла тура · a5 чорний пішак · h5 чорний пішак · a4 білий пішак · c4 чорний пішак · g3 білий пішак · h3 білий король | f7 білий кінь · g7 чорний ферзь · h7 чорний король · d6 біла тура · a5 чорний пішак · h5 чорний пішак · a4 білий пішак · c4 чорний пішак · g3 білий пішак · h3 білий король | 4 |
| 3 | f7 білий кінь · g7 чорний ферзь · h7 чорний король · d6 біла тура · a5 чорний пішак · h5 чорний пішак · a4 білий пішак · c4 чорний пішак · g3 білий пішак · h3 білий король | f7 білий кінь · g7 чорний ферзь · h7 чорний король · d6 біла тура · a5 чорний пішак · h5 чорний пішак · a4 білий пішак · c4 чорний пішак · g3 білий пішак · h3 білий король | f7 білий кінь · g7 чорний ферзь · h7 чорний король · d6 біла тура · a5 чорний пішак · h5 чорний пішак · a4 білий пішак · c4 чорний пішак · g3 білий пішак · h3 білий король | f7 білий кінь · g7 чорний ферзь · h7 чорний король · d6 біла тура · a5 чорний пішак · h5 чорний пішак · a4 білий пішак · c4 чорний пішак · g3 білий пішак · h3 білий король | f7 білий кінь · g7 чорний ферзь · h7 чорний король · d6 біла тура · a5 чорний пішак · h5 чорний пішак · a4 білий пішак · c4 чорний пішак · g3 білий пішак · h3 білий король | f7 білий кінь · g7 чорний ферзь · h7 чорний король · d6 біла тура · a5 чорний пішак · h5 чорний пішак · a4 білий пішак · c4 чорний пішак · g3 білий пішак · h3 білий король | f7 білий кінь · g7 чорний ферзь · h7 чорний король · d6 біла тура · a5 чорний пішак · h5 чорний пішак · a4 білий пішак · c4 чорний пішак · g3 білий пішак · h3 білий король | f7 білий кінь · g7 чорний ферзь · h7 чорний король · d6 біла тура · a5 чорний пішак · h5 чорний пішак · a4 білий пішак · c4 чорний пішак · g3 білий пішак · h3 білий король | 3 |
| 2 | f7 білий кінь · g7 чорний ферзь · h7 чорний король · d6 біла тура · a5 чорний пішак · h5 чорний пішак · a4 білий пішак · c4 чорний пішак · g3 білий пішак · h3 білий король | f7 білий кінь · g7 чорний ферзь · h7 чорний король · d6 біла тура · a5 чорний пішак · h5 чорний пішак · a4 білий пішак · c4 чорний пішак · g3 білий пішак · h3 білий король | f7 білий кінь · g7 чорний ферзь · h7 чорний король · d6 біла тура · a5 чорний пішак · h5 чорний пішак · a4 білий пішак · c4 чорний пішак · g3 білий пішак · h3 білий король | f7 білий кінь · g7 чорний ферзь · h7 чорний король · d6 біла тура · a5 чорний пішак · h5 чорний пішак · a4 білий пішак · c4 чорний пішак · g3 білий пішак · h3 білий король | f7 білий кінь · g7 чорний ферзь · h7 чорний король · d6 біла тура · a5 чорний пішак · h5 чорний пішак · a4 білий пішак · c4 чорний пішак · g3 білий пішак · h3 білий король | f7 білий кінь · g7 чорний ферзь · h7 чорний король · d6 біла тура · a5 чорний пішак · h5 чорний пішак · a4 білий пішак · c4 чорний пішак · g3 білий пішак · h3 білий король | f7 білий кінь · g7 чорний ферзь · h7 чорний король · d6 біла тура · a5 чорний пішак · h5 чорний пішак · a4 білий пішак · c4 чорний пішак · g3 білий пішак · h3 білий король | f7 білий кінь · g7 чорний ферзь · h7 чорний король · d6 біла тура · a5 чорний пішак · h5 чорний пішак · a4 білий пішак · c4 чорний пішак · g3 білий пішак · h3 білий король | 2 |
| 1 | f7 білий кінь · g7 чорний ферзь · h7 чорний король · d6 біла тура · a5 чорний пішак · h5 чорний пішак · a4 білий пішак · c4 чорний пішак · g3 білий пішак · h3 білий король | f7 білий кінь · g7 чорний ферзь · h7 чорний король · d6 біла тура · a5 чорний пішак · h5 чорний пішак · a4 білий пішак · c4 чорний пішак · g3 білий пішак · h3 білий король | f7 білий кінь · g7 чорний ферзь · h7 чорний король · d6 біла тура · a5 чорний пішак · h5 чорний пішак · a4 білий пішак · c4 чорний пішак · g3 білий пішак · h3 білий король | f7 білий кінь · g7 чорний ферзь · h7 чорний король · d6 біла тура · a5 чорний пішак · h5 чорний пішак · a4 білий пішак · c4 чорний пішак · g3 білий пішак · h3 білий король | f7 білий кінь · g7 чорний ферзь · h7 чорний король · d6 біла тура · a5 чорний пішак · h5 чорний пішак · a4 білий пішак · c4 чорний пішак · g3 білий пішак · h3 білий король | f7 білий кінь · g7 чорний ферзь · h7 чорний король · d6 біла тура · a5 чорний пішак · h5 чорний пішак · a4 білий пішак · c4 чорний пішак · g3 білий пішак · h3 білий король | f7 білий кінь · g7 чорний ферзь · h7 чорний король · d6 біла тура · a5 чорний пішак · h5 чорний пішак · a4 білий пішак · c4 чорний пішак · g3 білий пішак · h3 білий король | f7 білий кінь · g7 чорний ферзь · h7 чорний король · d6 біла тура · a5 чорний пішак · h5 чорний пішак · a4 білий пішак · c4 чорний пішак · g3 білий пішак · h3 білий король | 1 |
|   | a | b | c | d | e | f | g | h |   |

## Результати
|                            | 1 | 2 | 3 | 4 | 5 | 6 | 7 | 8 | 9 | 10 | 11 | 12 | Очки |
| -------------------------- | - | - | - | - | - | - | - | - | - | -- | -- | -- | ---- |
| Веселин Топалов (Болгарія) | 1 | 0 | ½ | 0 | ½ | ½ | ½ | 1 | ½ | ½  | ½  | 0  | 5½   |
| Вішванатан Ананд (Індія)   | 0 | 1 | ½ | 1 | ½ | ½ | ½ | 0 | ½ | ½  | ½  | 1  | 6½   |